# Helhus hadművelet

Hopen térképe

A Helhus hadművelet német katonai akció volt a második világháborúban, amelynek célja egy négyszemélyes meteorológiai állomás működtetése volt az északi-sarki területen.
A második világháborúban szembenálló feleknek létfontosságú volt, hogy pontos időjárási előrejelzésekhez jussanak. Az Északnyugat-Európa és Skandinávia időjárását meghatározó meteorológiai rendszerek általában nyugatról, északnyugatról érkeznek, ezért a legjobban a sarki területeken – Grönland, Jan Mayen-sziget, Izland, Spitzbergák – működő állomások tudják előrejelezni a változásokat. A németek számára elengedhetetlen volt, hogy megbízható meteorológiai jelentésekhez jussanak a térségből. Különös értéke lett ebből a szempontból a Spitzbergáknak.
A Helhus állomást 1944-45 telén állította fel a Luftwaffe Hopenen. A létesítményt Dr. Josef Neunteufl, egy másodmeteorológus és két rádiókezelő üzemeltette. Az őket szállító U–636-os tengeralattjáró 1944. október 6-án futott ki Tromsøből, és három nap múlva érte el a szigetet. A rossz időjárási körülmények megnehezítették a felszerelés és az ellátmány partra szállítását. A munka csak október 13-án fejeződött be. Az egység abba a kunyhóba költözött be, amelyet korábban a Svartisen-különítmény használt. Az állomás november 8-án kezdte meg a megfigyeléseket, de Neunteufl csak január 2-án kapott engedélyt a rádiós továbbításra.
A német megadás, május 8. után a Helhus kódolatlanul küldte a jelentéseket. Neunteufl ettől kezdve elsősorban a sziget feltérképezésével foglalkozott. A négyfős csapat 1945. augusztus 5-én megadta magát a Skandfer norvég hajó legénységének.